# Hedemora
Hedemora é uma cidade da província da Dalecárlia, na região histórica da Svealand, no centro da Suécia. 
É a sede da comuna de Hedemora, pertencente ao condado da Dalecárlia.  Possui 5,82 quilômetros quadrados e segundo o censo de 2018, havia 7 605 habitantes.
É a cidade mais antiga da Dalecárlia, tendo recebido o título de cidade em 1459. Foi um importante centro de comércio durante a Idade Média. 

## Economia
Hedemora é tradicionalmente uma cidade de comércio e serviços. A indústria local está dominada pela metalomecânica, como é o caso da produção de peças de reserva de motores Diesel e da sua manutenção. 

## Património
- Igreja de Hedemora - edificada no séc. XIII-XIV

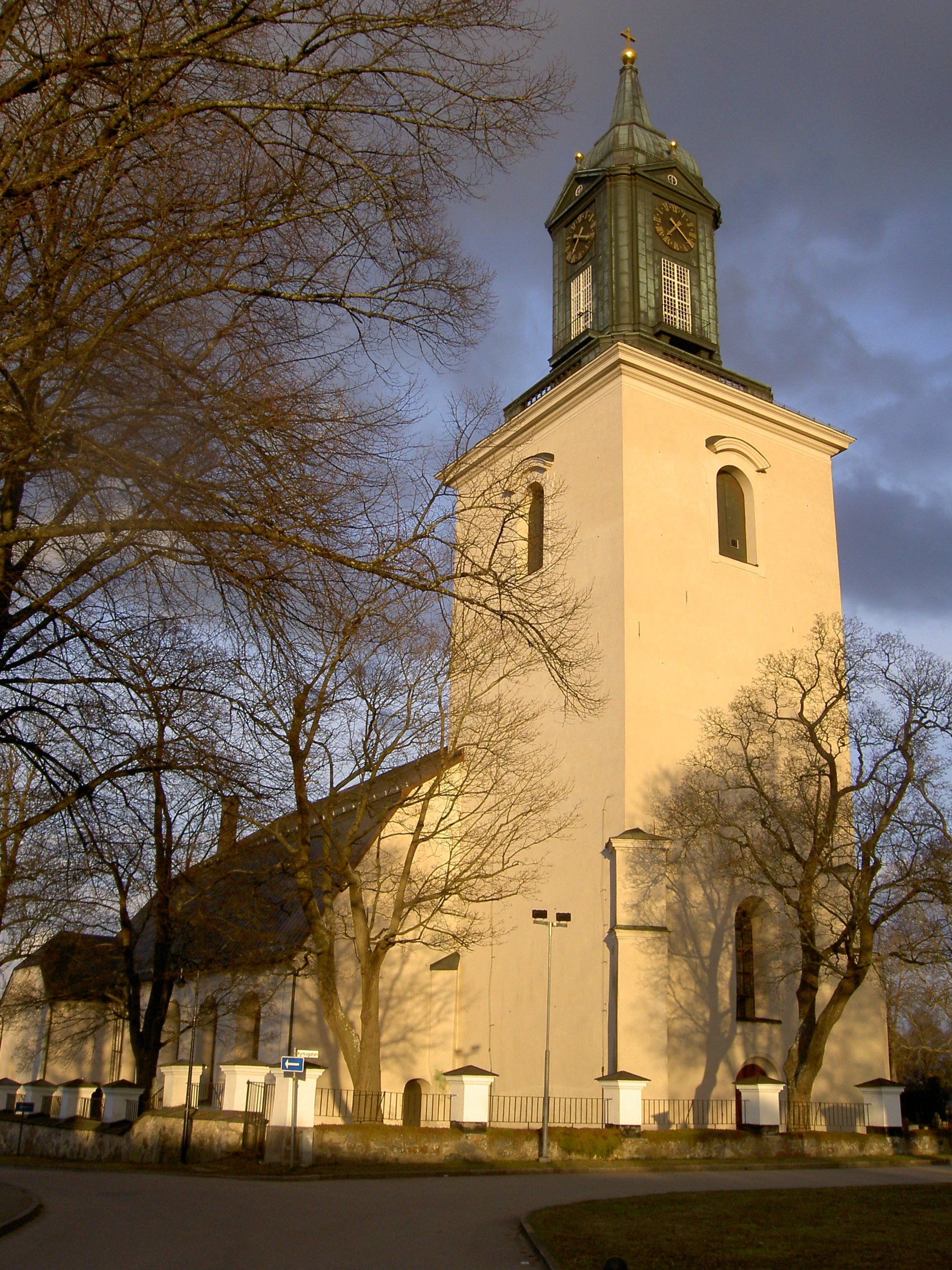
Igreja de Hedemora
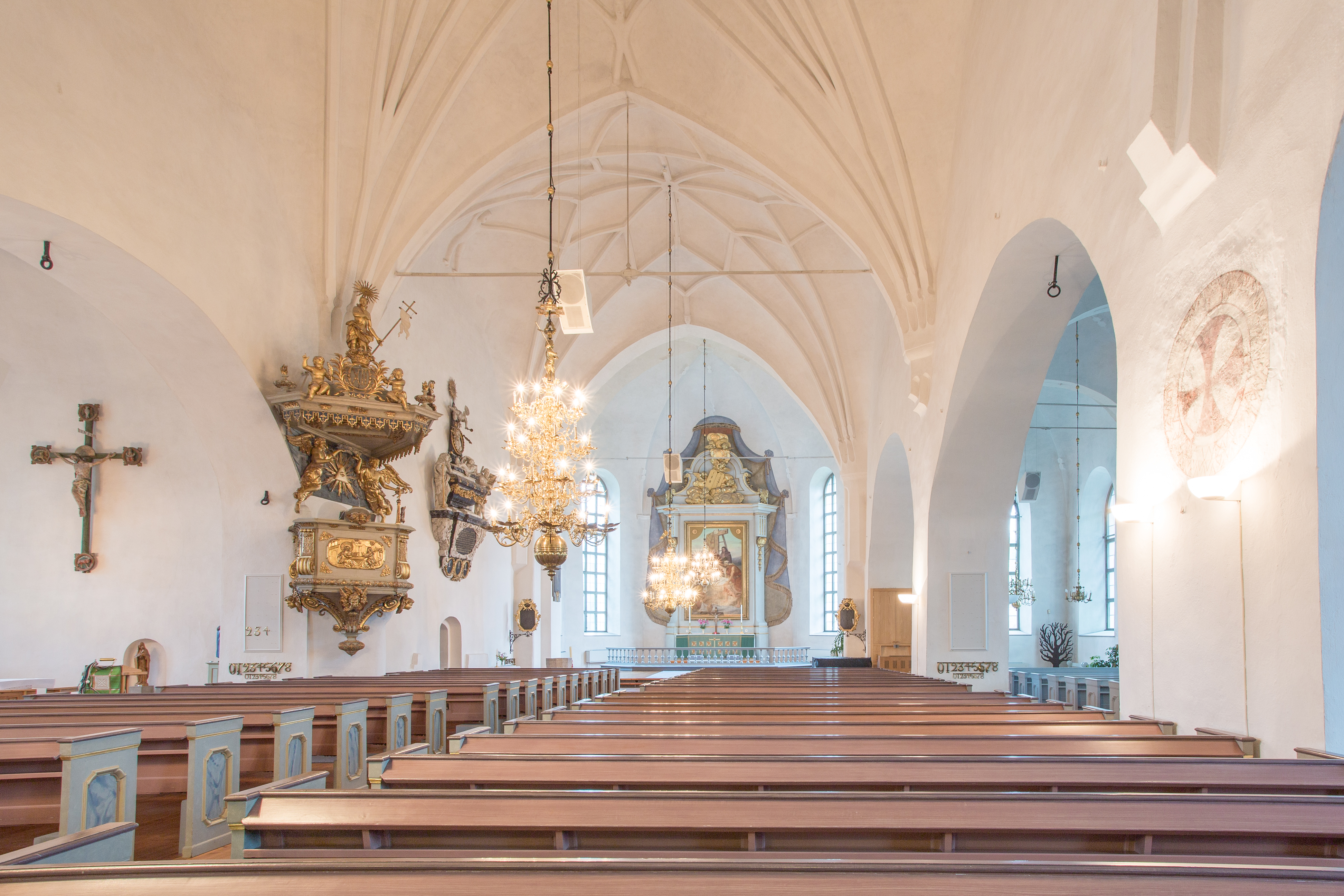
Interior da igreja de Hedemora
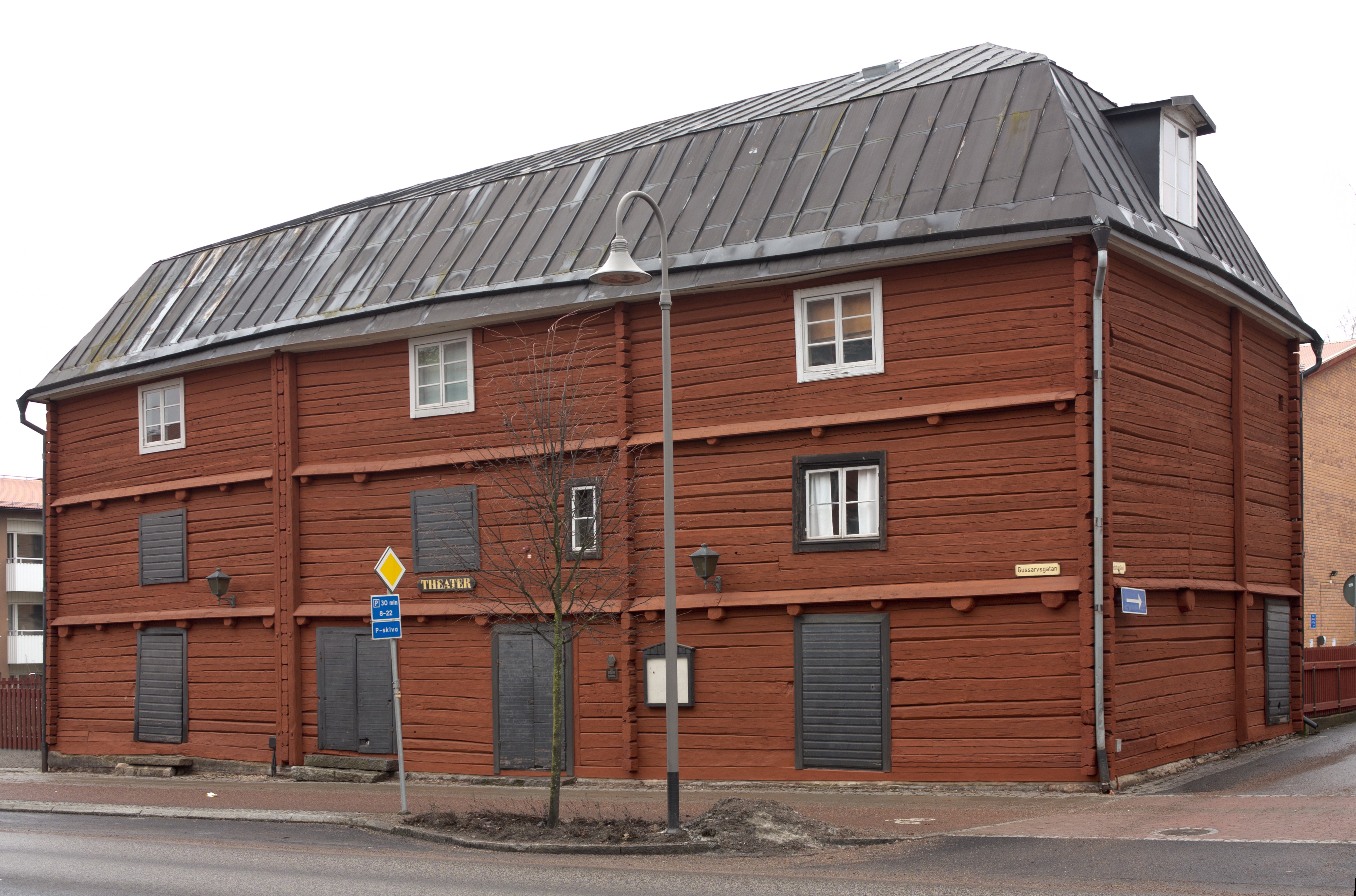
O teatro antigo de Hedemora
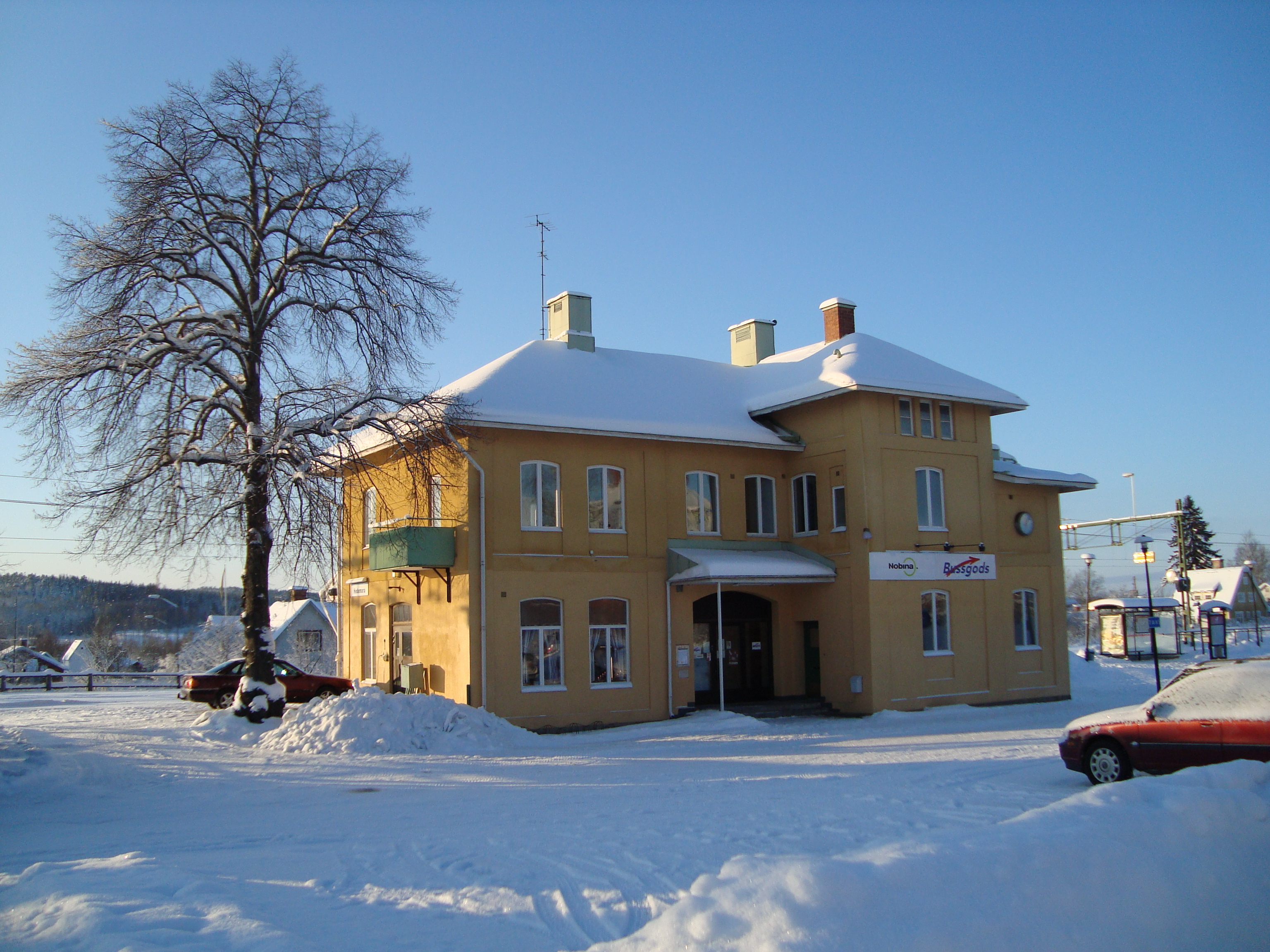
Estação ferroviária